# Подкрай (Жалець)
Подкрай (словен. Podkraj) — поселення в общині Жалець, Савинський регіон, Словенія. 
Висота над рівнем моря: 358,4 м.